# Uğur Ekeroğlu

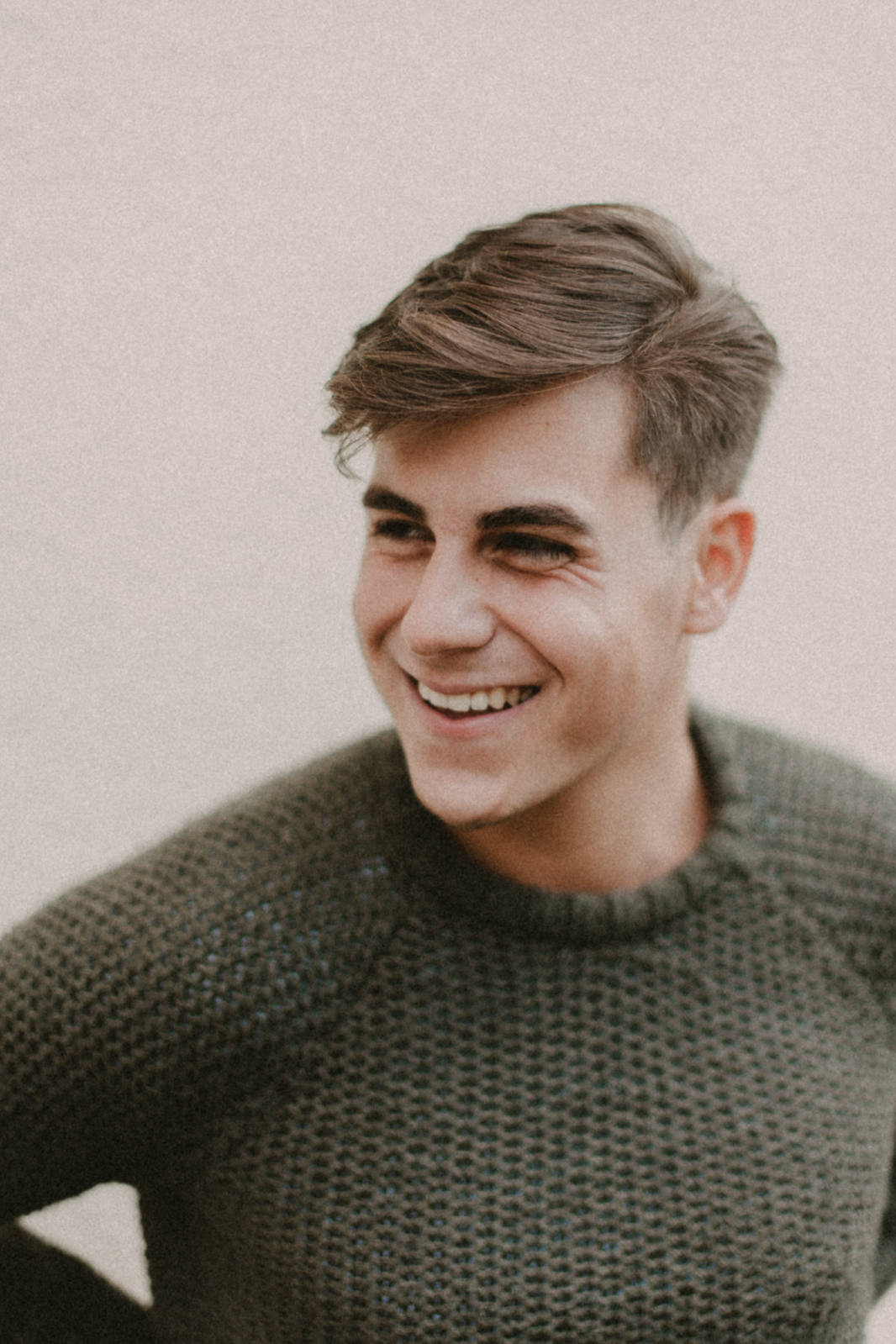
Uğur Ekeroğlu, 2018

Uğur Ekeroğlu (* 24. Februar 1996 in Berlin) ist ein deutsch-türkischer Schauspieler.
Ekeroğlu, der in Berlin aufwuchs, wurde bei einem Street-Casting entdeckt. In der vom KIKA produzierten Serie Allein gegen die Zeit bekam er die Rolle des technikbegeisterten Bastlers Özgür „Özzi“ Delikaya, die er auch im Kinofilm zur Serie darstellte.
Es folgten Serienrollen in den TV-Kinderserien Schloss Einstein und Die Pfefferkörner.
In dem ZDF-Fernsehfilm Die Kinder meiner Tochter (2013) verkörperte er, an der Seite von Mia Kasalo, René Ifrah und Jürgen Prochnow, den 15-jährigen „pubertierenden Dauermotzer“ Dilo, der nach dem Tod seiner Mutter ungewollt bei seinem Großvater, einem konservativen und strengen Ex-Richter, leben soll.
Für das Kino arbeitete er bisher u. a. mit den Regisseuren Christian Theede und Florian Schnell, in dessen Abenteuerkomödie Offline – Das Leben ist kein Bonuslevel (2017) er in der Rolle des „Hardcore-Gamers“ Deniz den besten Kumpel der Hauptfigur Jan (Moritz Jahn) spielte.
In der 4. Staffel der Krankenhausserie In aller Freundschaft – Die jungen Ärzte (2018) übernahm Ekeroğlu eine der Episodenhauptrollen als chaotischer Patient Tino Thölsen, der seine Krankheitssymptome herunterspielt und für die Ärzte zu einer „harten Nuss“ wird. Eine weitere Episodenhauptrolle hatte er in der österreichischen Krimiserie SOKO Kitzbühel (2019) als tatverdächtiger Bruder einer jungen türkischstämmigen Witwe. In der 2. Staffel der Krankenhausserie In aller Freundschaft – Die Krankenschwestern (2021) war er in einer Episodenhauptrolle als Sami Hatem, der jüngere Bruder der Krankenschwester in Ausbildung Jasmin Hatem (Leslie-Vanessa Lill), der mit einem Blinden Fleck in die Notaufnahme kommt, zu sehen.
In der ZDF-Serie Blutige Anfänger gehörte Ekeroğlu als Polizeischüler Umut Gül von der 4. Staffel bis zur 6. Staffel zur Hauptbesetzung.
Ekeroğlu lebt in Berlin.

## Filmografie
- 2010–2012: Allein gegen die Zeit (Fernsehserie, 26 Folgen)
- 2013–2014: Schloss Einstein (Fernsehserie, Folgen 756–765)
- 2013: Die Kinder meiner Tochter (Fernsehfilm)
- 2013: Die Pfefferkörner (Fernsehserie, Folge Hip Hop)
- 2013: No Comment/Bez commentariev (Kinofilm)
- 2016: Allein gegen die Zeit – Der Film
- 2017: Offline – Das Leben ist kein Bonuslevel
- 2018: In aller Freundschaft – Die jungen Ärzte (Fernsehserie, Folge Drum prüfe sich …)
- 2019: SOKO Kitzbühel (Fernsehserie, Folge Die falschen Fremden)
- 2021: In aller Freundschaft – Die Krankenschwestern (Fernsehserie, Folge Entscheidungen)
- 2022–2024: Blutige Anfänger (Fernsehserie)